# X 220
Les X 220 sont quatre autorails SNCF à voie métrique de la ligne du Blanc à Argent (BA), construits par la SCF Verney au Mans en 1950-1951.
Deux de ces engins sont modernisés en 1983-1984 et incorporés dans la série X 210 ; un autre, resté dans son aspect extérieur d'origine et qui a conservé son immatriculation, est préservé par le Train du Bas-Berry.

## Histoire

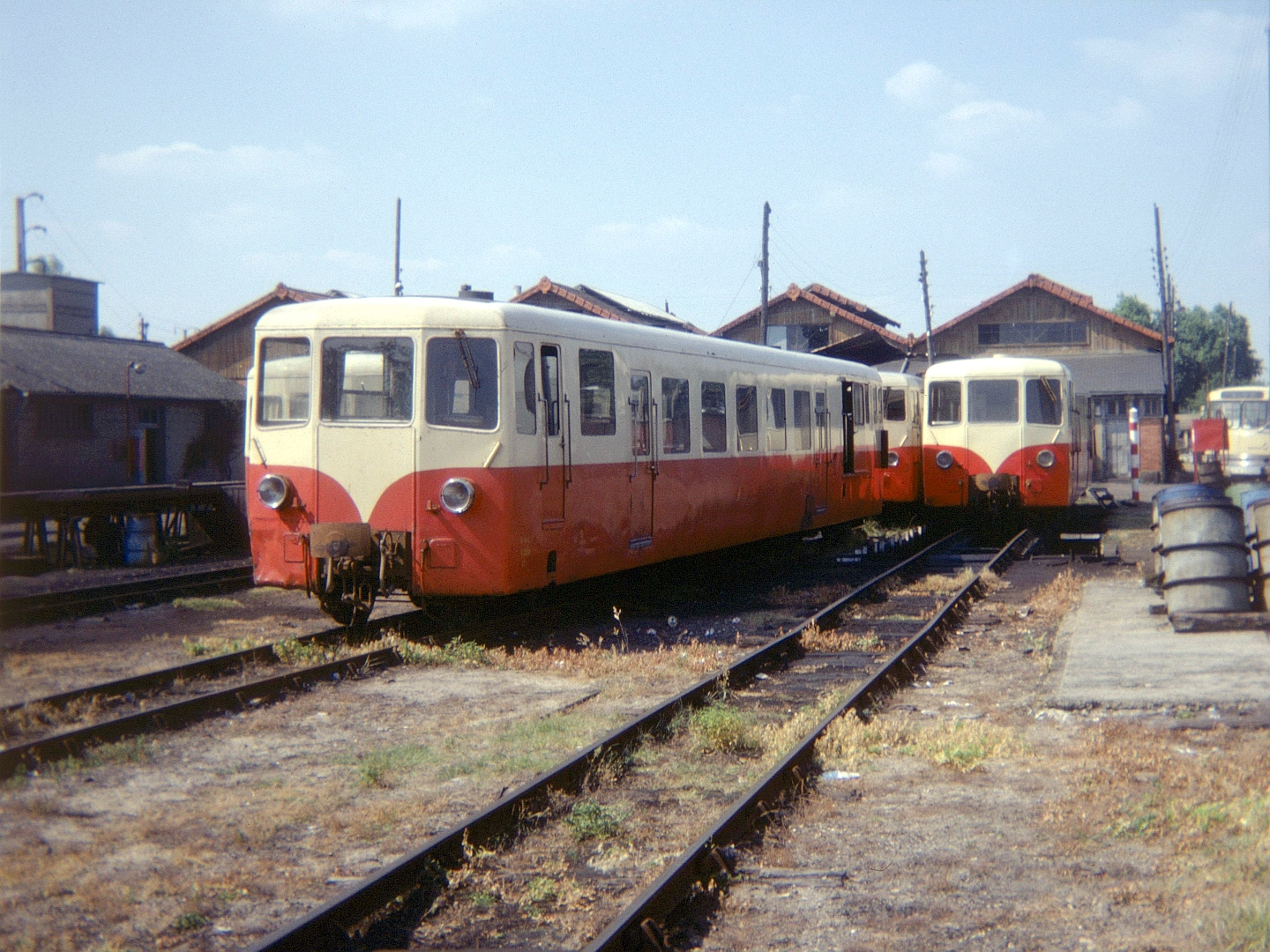
Les X 220 au dépôt de Romorantin-Lanthenay (1976).

Les quatre autorails (X 221 à 224) sont livrés en 1950-51 au chemin de fer du Blanc-Argent et affectés à l'établissement de maintenance et de traction de Romorantin. 
Deux remorques sont livrées, également construites par Verney, chaque autorail étant autorisé à tracter une remorque. Les X 220 se révèlent bien adaptés au service qui leur est demandé par leurs performances, leur confort réel et leur fonctionnement silencieux.
En 1983-1984, les X 221 et X 223 sont modernisés et ré-immatriculés dans la série X 210. Le X 222, accidenté en 1966 et non réparable, est amorti le 7 septembre 1966 et démoli quelques années plus tard. 
Le X 224, non modernisé, sert de réserve pendant  les travaux immobilisant les autres engins. Il fait ensuite l'objet d'un réaménagement intérieur en 1991,. Au milieu des années 1990, son moteur Willème est remplacé par un moteur MAN de 173 kW. Il adopte alors la livrée bleue et blanche des TER. Il est réformé en 2004 après l'entrée en service des nouveaux X 74500.

## Caractéristiques

### Caractéristiques générales
Les X 220 sont des autorails monocaisse dont le projet est initié dès 1947 par la direction des études autorails de la SNCF. Ils sont construits autour d'un châssis-caisse composé d'une poutre échelle sur laquelle sont fixés les éléments de structure. Les engins, réversibles, possèdent un poste de conduite à chaque extrémité ainsi qu'un compartiment à bagages côté moteur.

### Bogies
Le bogie unifié SNCF des autorails X 3800 à voie normale est adapté à la voie métrique. Les X 220 peuvent rouler à 80 km/h mais leur vitesse en service est limitée à 70 km/h dans un second temps en raison des contraintes liées à l'infrastructure de la ligne.

### Motorisation
Ils sont équipés d'un moteur diesel Willème 517 F6 d'une puissance de 82 kW. La transmission est mécanique, par une boîte de vitesses Massardier (6 rapports et inverseur). L'ensemble est disposé dans la caisse à une extrémité de l'autorail.

## Matériel préservé

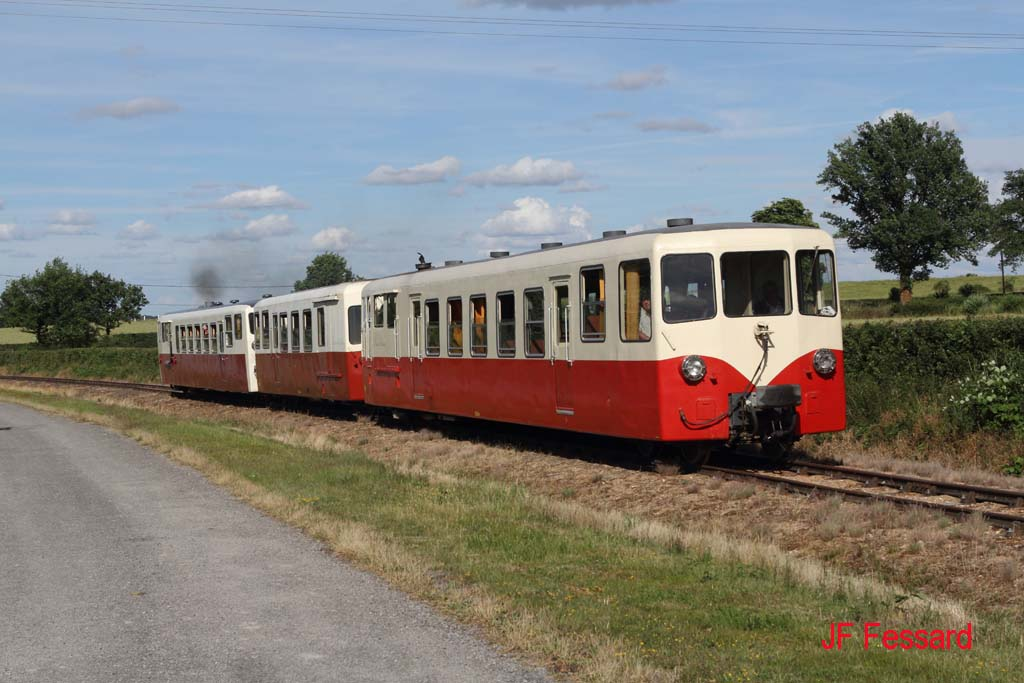
Le X 224 en tête d'un train à la Foulquetière le 21 juin 2015.

Le X 224 est préservé par le Train du Bas-Berry à qui revient cet autorail réformé. L’association gestionnaire le repeint dans ses couleurs rouge et crème d’origine. Il circule sur l'ancien tronçon de la ligne du Blanc-Argent entre Argy et Luçay-le-Mâle.

## Modélisme
L'autorail X 224 a été reproduit à l'échelle HO par les Éditions Atlas (modèle statique en plastique), dans le cadre de la collection par vente par correspondance « Michelines et Autorails ».